# Општина Карлогани (Олт)
Карлогани (рум. Cârlogani) општина је у Румунији у округу Олт.
Oпштина се налази на надморској висини од 157 m.